# Daniel Ross (philosophe et réalisateur)
Daniel Ross est un philosophe et réalisateur australien né en 1970. Il est connu pour être l'auteur de Violent Democracy et pour avoir coréalisé le film The Ister avec David Barison en 2004.

## Biographie
Ross a obtenu son doctorat à l'Université Monash sous la direction de Michael Janover en 2002. Sa thèse s'intitulait Heidegger et la question du politique et se basait principalement sur deux conférences d'Heidegger : une sur Le Sophiste de Platon, l'autre sur le poème d'Hölderlin intitulé The Ister.

## Filmographie
- 2004 : The Ister